# 애니팡4
《애니팡4》(Anipang 4)은 위메이드플레이가 만든 카카오톡을 기반으로 한 모바일 퍼즐 게임이다. 2020년 6월에 출시되었다.